# 8912 Ohshimatake
8912 Ohshimatake è un asteroide della fascia principale. Scoperto nel 1995, presenta un'orbita caratterizzata da un semiasse maggiore pari a 3,1349072 UA e da un'eccentricità di 0,1983969, inclinata di 1,88463° rispetto all'eclittica.